# Raubach
Raubach település Németországban, Rajna-vidék-Pfalz tartományban. Lakosainak száma 2068 fő (2023. december 31.).

## Népesség
A település népességének változása:
| Lakosok száma | 1399 | 1927 | 1947 | 1985 | 2014 | 2068 |
|               | 1975 | 2017 | 2019 | 2021 | 2022 | 2023 |